# هایاتو اوتانی
هایاتو اوتانی (انگلیسی: Hayato Otani؛ زادهٔ ۱۷ ژانویهٔ ۱۹۹۷) بازیکن فوتبال اهل ژاپن است.